# 조민 (낭야원왕)
낭야원왕 조민(琅邪原王 曹敏, ? ~ ?)은 조위의 제후왕으로, 무제의 손자이자 번안공 조균의 아들이다.

## 생애
일찍 죽은 삼촌 조구의 양자가 되어 후한 건안 22년(217년) 임진후(臨晉侯)에 봉해졌다.
조위 황초 5년(224년), 범양왕(范陽王)에 봉해졌다. 2년 후 구양왕(句陽王)으로 전봉되었고, 태화 6년(232년)에 낭야왕으로 전봉되었다. 시호를 원왕(原王)이라 하였고, 아들 조혼이 작위를 이었다.

## 출전
- 진수, 《삼국지》 권20 무문세왕공전

## 가계
- 무제 조조
  - 번안공 조균
    - 둔류정공 조항
    - 풍공왕 조완
    - 낭야원왕 조민
      - 낭야왕 조혼

| 전임 (첫 봉건) | 후한 ~ 조위의 임진후 217년 ~ 224년 | 후임 (봉국 폐지) |

| 전임 (추존) 양부 범양민왕 조구 | 조위의 범양왕 224년 ~ 226년 | 후임 (봉국 폐지) |

| 전임 (첫 봉건) | 조위의 구양왕 226년 ~ 232년 | 후임 (봉국 폐지) |

| 전임 (첫 봉건) | 조위의 낭야왕 232년 ~ ? | 후임 아들 조혼 |